# Ramanayyapeta
Ramanayyapeta è una suddivisione dell'India, classificata come census town, di 22.323 abitanti, situata nel distretto del Godavari Orientale, nello stato federato dell'Andhra Pradesh. In base al numero di abitanti la città rientra nella classe III (da 20.000 a 49.999 persone).

## Società

### Evoluzione demografica
Al censimento del 2001 la popolazione di Ramanayyapeta assommava a 22.323 persone, delle quali 11.313 maschi e 11.010 femmine. I bambini di età inferiore o uguale ai sei anni assommavano a 2.405, dei quali 1.223 maschi e 1.182 femmine. Infine, coloro che erano in grado di saper almeno leggere e scrivere erano 16.782, dei quali 8.933 maschi e 7.849 femmine.